# Floridsdorfer Brücke

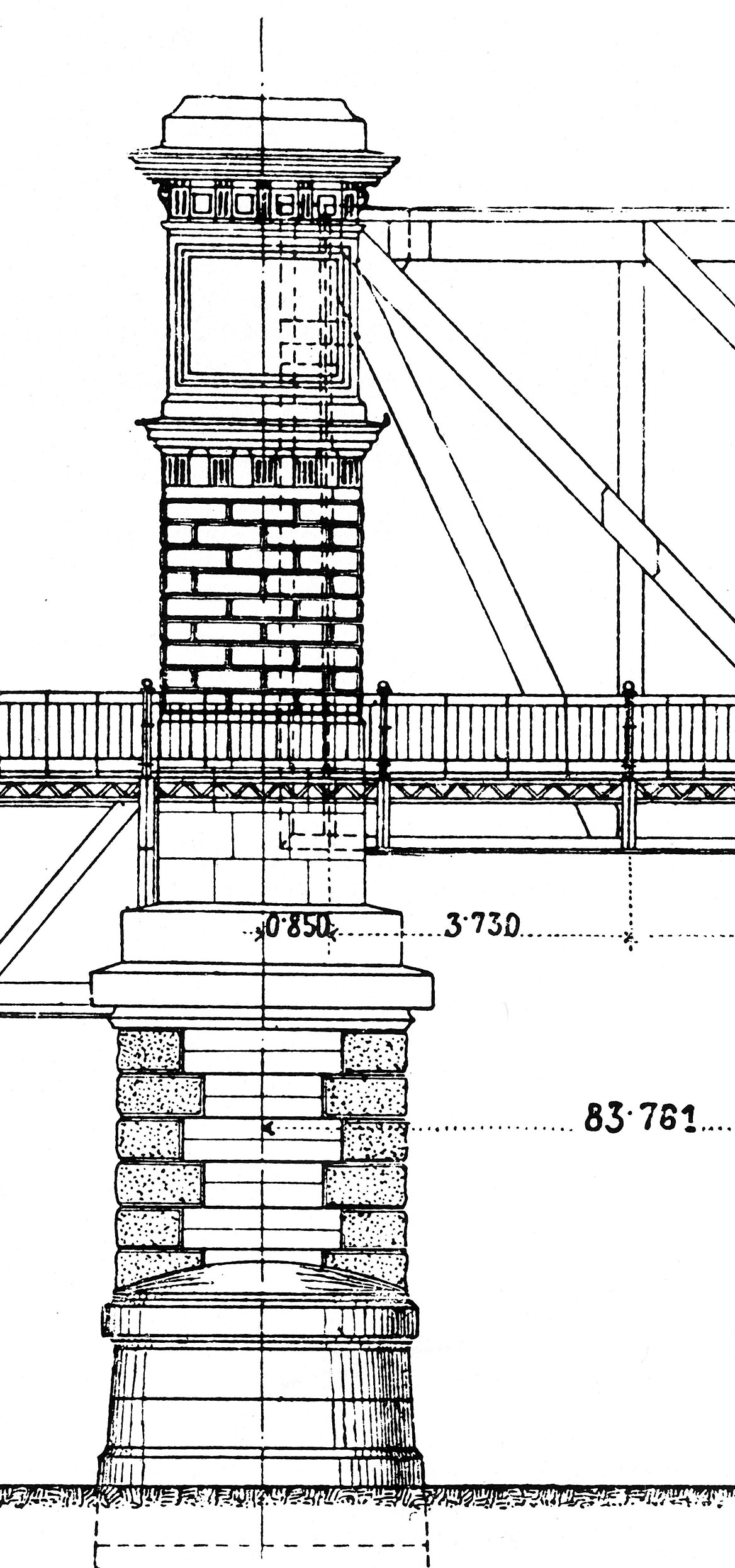
Entwurf eines Pfeilers der Kaiser-Franz-Josef-Brücke, 1874

Die Floridsdorfer Brücke ist eine Straßenbrücke über die Donau in Wien. Sie verbindet die beiden Wiener Gemeindebezirke Brigittenau und Floridsdorf.
Sie verfügt in beiden Richtungen über zweispurige Fahrbahnen. Stromabwärts schließen ein fünf Meter breiter Geh- und Radweg und der Gleiskörper für die Straßenbahn an. Im Bereich der Strombrücke beträgt die Gesamtbreite 31,4 Meter, im Bereich der Flutbrücke 37,4 Meter.

## Tragwerke
Die Brücke gliedert sich in vier Teile:
- die Kaibrücke, sie ist ca. 95 Meter lang und überbrückt den Handelskai sowie die Donauuferbahn und ist als Spannbetontragwerk mit Hohlkästen ausgeführt,
- die Strombrücke mit einem Stahltragwerk mit 332,5 Meter Länge,
- die Flutbrücke, ebenfalls mit einem Stahltragwerk mit 215 Meter Länge,
- und die Kreuzungsplatte über der Donauuferautobahn A22.[1]

Außer dem Straßenverkehr führen auch die Straßenbahnstrecke Schottenring–Stammersdorf sowie ein Geh- und ein Radweg über die Brücke. Die Brücke ist die einzige Donauquerung der Wiener Straßenbahn.

## Geschichte
Die Anfänge der Donauquerung im Bereich des heutigen Bauwerks gehen bis in das 15. Jahrhundert zurück, als ein hölzernes Brückenkonstrukt über die Donau führte. Im Laufe der Zeit entstanden verschiedene Donauquerungen, die später wieder entfernt wurden. Während der Arbeiten an der Donauregulierung begann 1872 der Bau der Kaiser-Franz-Joseph-Brücke. Zwei Jahre später fand die feierliche Eröffnung statt. Aber bereits 1904 bei der Eingemeindung Floridsdorfs genügte die Brücke den Anforderungen nicht mehr. Außerdem hatte sie nur eine schmale, lediglich 6,7 Meter breite Fahrbahn und die Höhe von der Brücke herab bis zum Wasser betrug 17,6 Meter. So kam es am 28. Juni 1913 in Anwesenheit von Kaiser Franz Joseph I. zur Grundsteinlegung für einen Umbau der Kaiser Franz Joseph-Brücke. Durch den Ersten Weltkrieg verzögerte sich der Bau, sodass erst am 21. Dezember 1922 ein Teilbetrieb für die Straßenbahn freigegeben wurde. Am 25. Juni 1924 konnte das neue, als Umbau beschriebene Bauwerk (im Beisein von Handels- und Verkehrsminister Hans Schürff) als Floridsdorfer Brücke eröffnet werden.
Beim Rückzug der deutschen Wehrmacht wurde die Brücke in der Nacht vom 13. zum 14. April 1945 gesprengt. Die Brücke wurde zunächst durch einen hölzernen Fußgängersteg ersetzt, aber bereits im Herbst 1945 begann man mit dem Wiederaufbau. Im besetzten Österreich wurde aus Anlass des ersten Jahrestags der Befreiung Wiens die Floridsdorfer Brücke am 11. April 1946 umbenannt in Malinowski-Brücke nach dem Oberkommandierenden der 2. Ukrainischen Front, welche Wien von Norden her erobert hatte. Am 19. Mai 1946 erfolgte schließlich die Verkehrsfreigabe der wiederhergestellten Brücke. Am 18. Juli 1956 wurde vom Gemeinderatsausschuss für Kultur und Volksbildung die Rückbenennung des Bauwerks auf Floridsdorfer Brücke beschlossen.
Eine Folge des Einsturzes der Reichsbrücke waren großangelegte Untersuchungen sämtlicher Brücken. Dabei wurden auch bei der Floridsdorfer Brücke große Mängel an einem der Brückenpfeiler festgestellt, die zur sofortigen Sperre am 23. Dezember 1976 führte. Dies führte zu großen Problemen, da auch die neue Reichsbrücke noch nicht fertig war. Sie wurde daher notdürftig für die Straßenbahn und Einsatzfahrzeuge bis 16 Tonnen Gesamtgewicht sowie für Fußgänger und Radfahrer repariert. Die Straßenbahngleise wurden auf den stromabwärts gelegenen, besser erhaltenen Teil der Brücke verlegt. Ab 2. April 1977 konnten die Straßenbahnlinien 132, 231 und 331 die Brücke wieder benützen.
Zugleich wurde im April 1977 der Neubau stromaufwärts knapp neben der alten Brücke begonnen. Sie konnte bereits am 3. Oktober 1978 eröffnet werden.

## Fotos

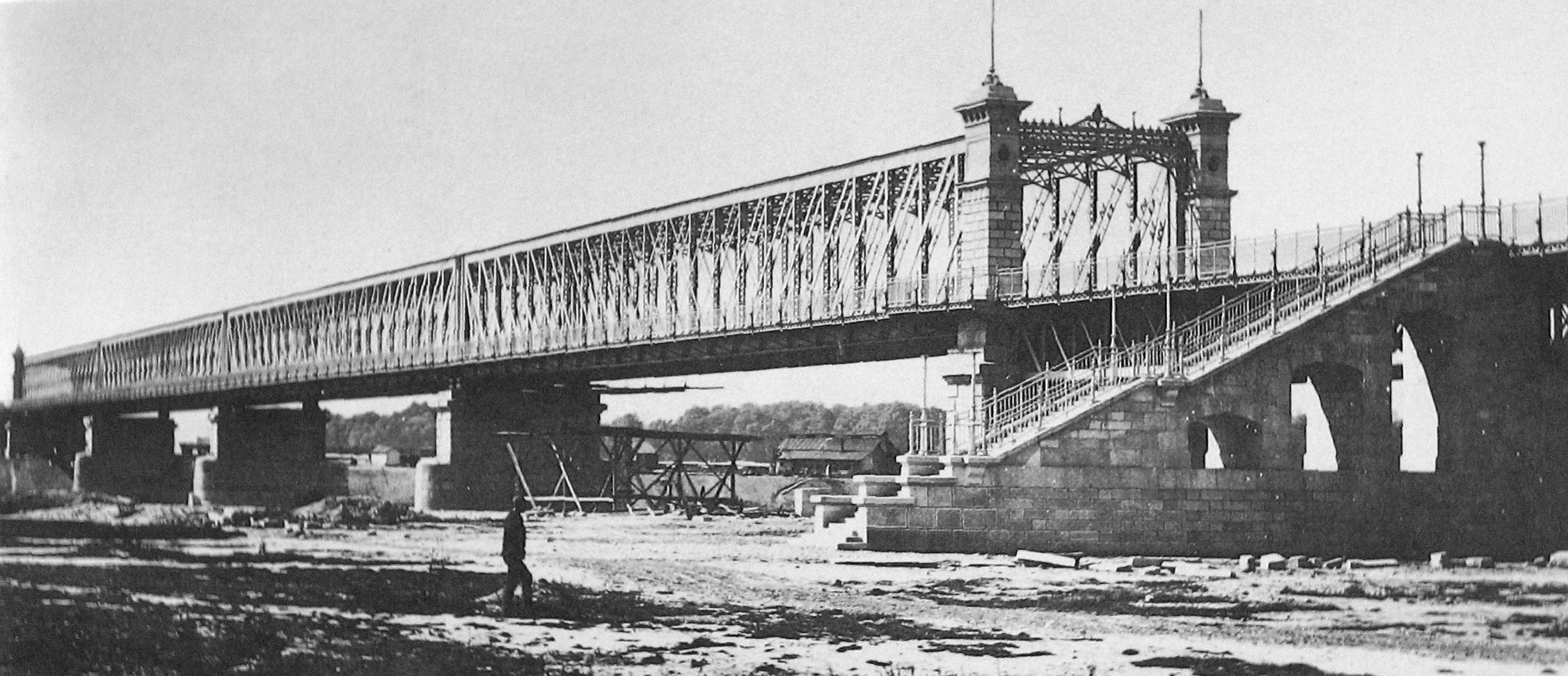
Die erste Floridsdorfer Brücke
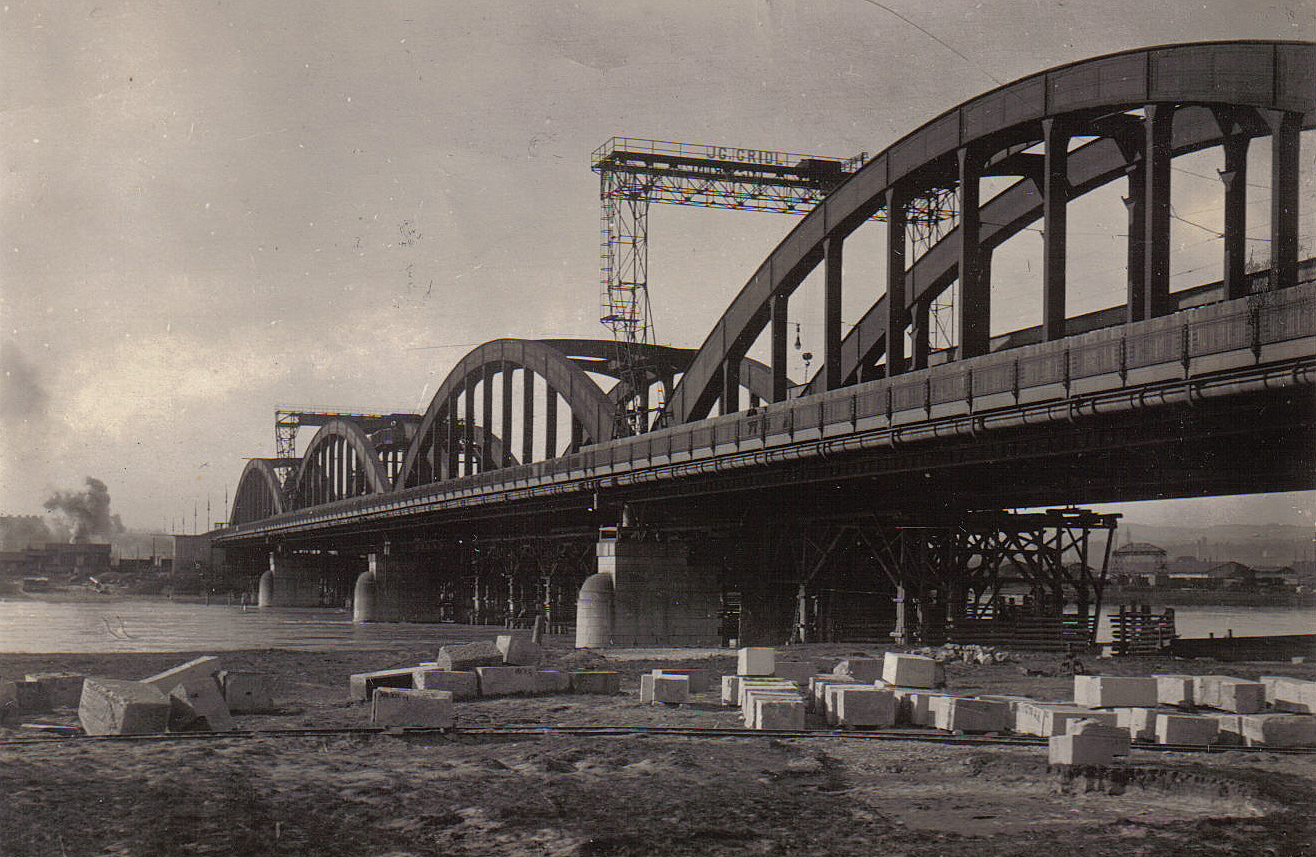
Die zweite Floridsdorfer Brücke während der Bauarbeiten
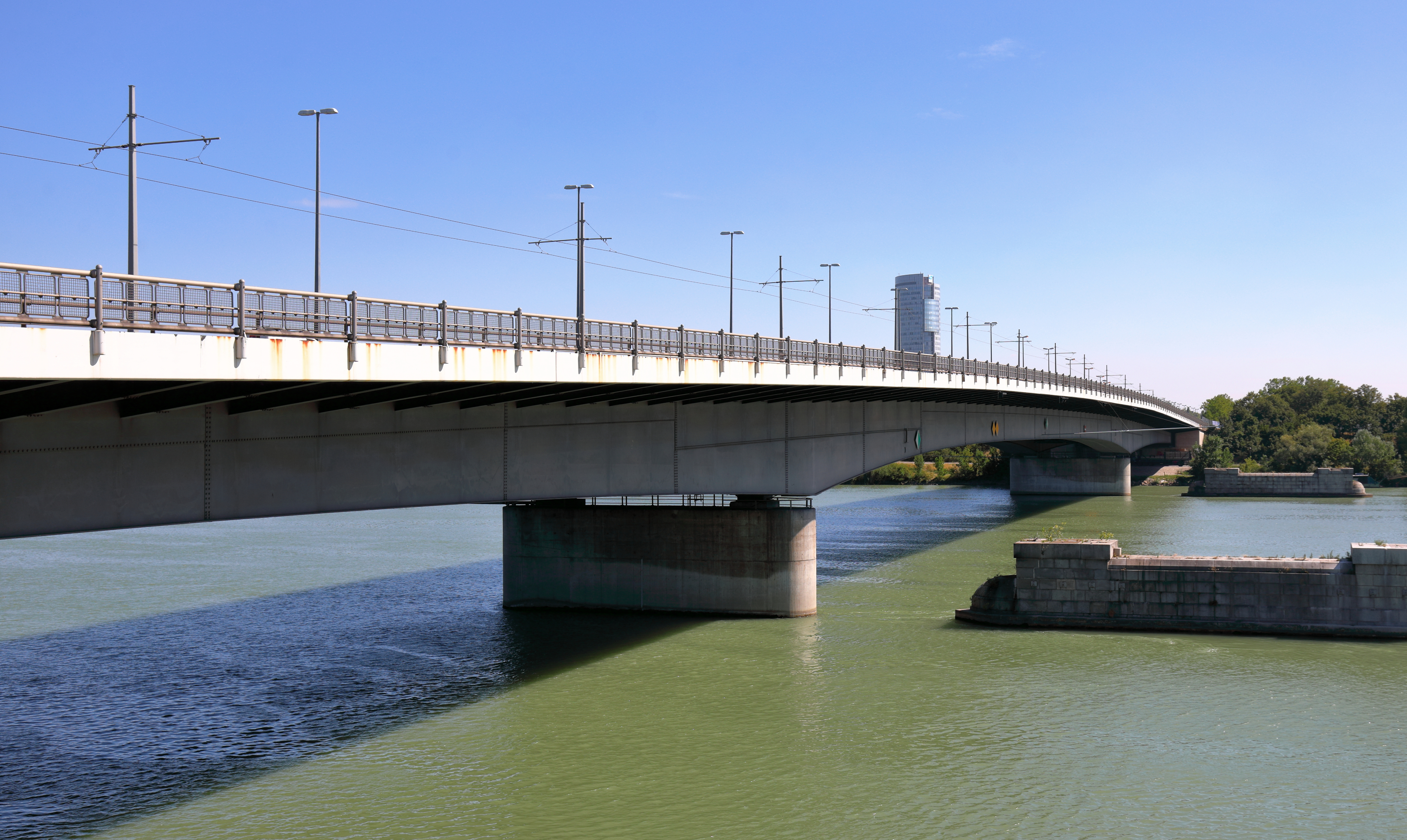
Die dritte Floridsdorfer Brücke mit den Brückenpfeilern der Vorgängerbrücke
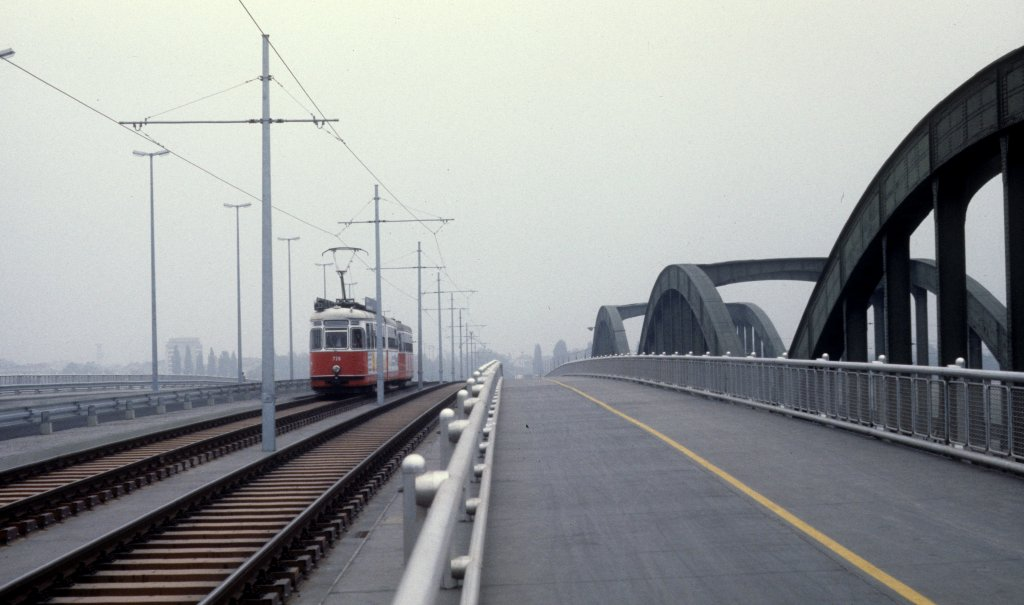
1978: Die neue Brücke ist bereits eröffnet, rechts ist noch die alte Brücke zu sehen